# Животът пред теб (филм)
„Животът пред теб“ (на френски: La Vie devant soi) е френски филм от 1977 година, драма на режисьора Моше Мизрахи по негов собствен сценарий, базиран на едноименния роман на Ромен Гари.
В центъра на сюжета са отношенията между възрастна еврейка, която е бивша проститутка и се издържа, грижейки се през деня за деца на проститутки, и отгледано от нея арабско момче без родители, което остава да се грижи за нея до самата ѝ смърт. Главните роли се изпълняват от Симон Синьоре, Сами Бен Юб, Габриел Жабур.
„Животът пред теб“ получава „Оскар“ за чуждоезичен филм, а Синьоре – „Сезар“ за най-добра актриса.